# Nashville, Indiana
Nashville är administrativ huvudort i Brown County i den amerikanska delstaten Indiana. Orten grundades år 1836 av Banner C. Brummett. Ortens ursprungliga namn var Jacksonburg. Eftersom det redan fanns en ort som hette Jacksonburg i Indiana, ändrades namnet sedan till Nashville för att hedra Brummetts hemort Nashville i Tennessee.